# Godfrey Gao
Godfrey Gao (高以翔, pinjin:  Gāo Yǐxiáng, magyaros: Kao Ji-hsziang; Tajpej, 1984. szeptember 22. – Ningpo, 2019. november 27.) tajvani-kanadai modell, színész, az első ázsiai modell Louis Vuitton-kampányban. Számos filmben és televíziós sorozatban játszott, leghíresebb nemzetközi szerepe Magnus Bane volt A végzet ereklyéi: Csontváros című filmben. Egy kínai valóságshow forgatása közben hunyt el hirtelen szívmegállás következtében.

## Élete és pályafutása
Édesapja sanghaji származású, de Tajvanon nőtt fel, a Michelinnél dolgozott. Édesanyja kínai maláj, 1970-ben elnyerte a Pinang Szépe díjat. Kao (Gao) gyerekként költözött szüleivel Kanadába, Vancouverbe; két bátyja van. A Capilano Egyetemre járt, ahol 193 cm-es magasságával a kosárlabdacsapat tagja volt.
2004-ben visszatért Tajvanra modellkedni, a JetStar Entertainment menedzselte. 2011-ben a Louis Vuitton márka első ázsiai modellje lett. Több filmben és televíziós sorozatban is szerepet kapott, 2013-ban Magnus Bane-t alakította A végzet ereklyéi: Csontváros című amerikai filmben. 2015-ben a koreai Ju Inna (Yu In-na) mellett szerepelt a Wedding Bible című kínai filmben, majd 2016-ban főszerepet kapott a Remembering Lichuan című televíziós sorozatban, mely ázsiai hírnevet szerzett neki színészként. 2017-ben a Love Is a Broadway Hit című romantikus vígjátékban játszott Vang Li-kun (Wáng Lìkūn), Eric Wang, Jüan Li (Yuán Lì) és Naren Weiss oldalán.

## Halála
2019. november 27-én Kao (Gao) a Chase Me című sport valóságshow forgatása közben esett össze Ningpóban (Ningbóban), Kína Csöcsiang (Zhejiang) tartományában. Kórházba vitték, ahol három órán át küzdöttek az életéért, sikertelenül. Halálát ügynöksége is megerősítette Weibón, majd közleményt is kiadtak.
A Chase Me producerei úgy nyilatkoztak, a színésszel hirtelen szívmegállás végzett. Testét november 27-én Tajpejbe szállították.

## Filmográfia

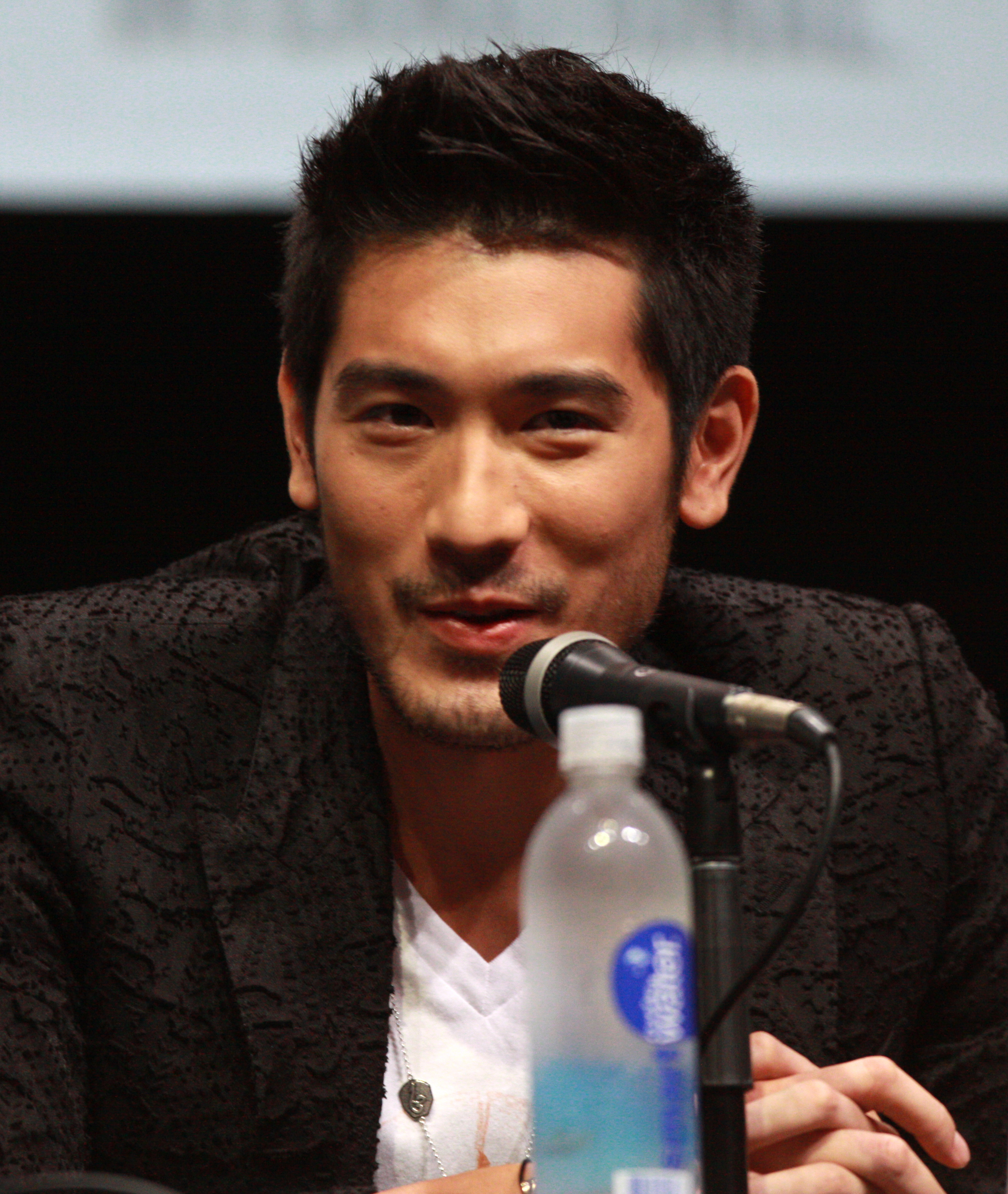
Godfrey Gao 2013-ban a San Diegó-i Comic Conon

### Filmek
| Cím                           | Év   | Szerep                         | Hiv.   |
| ----------------------------- | ---- | ------------------------------ | ------ |
| All About Women               | 2008 | X                              | [ 23 ] |
| Toy Story 3.                  | 2010 | Ken (szinkronhang)             | [ 24 ] |
| 101 Proposals                 | 2013 | Hszü Csuo (Xu Zhuo)            | [ 25 ] |
| A végzet ereklyéi: Csontváros | 2013 | Magnus Bane                    | [ 26 ] |
| Wedding Bible                 | 2015 | Csi-kaj (Chikai)               | [ 27 ] |
| Min & Max                     | 2016 | Csang Hsziao (Zhang Xiao)      | [ 28 ] |
| My Other Home                 | 2017 | Jang Hszi-ja (Yang Xi-Ya)      | [ 29 ] |
| Love is a Broadway Hit        | 2017 | Szung Vej-tung (Song Wei Dong) | [ 17 ] |
| The Jade Pendant              | 2017 | Tom                            | [ 30 ] |
| Legend of the Ancient Sword   | 2018 | Hszia Ji-cö (Xia Yize)         | [ 31 ] |
| Shanghai Fortress             | 2019 | Jang Csien-nan (Yang Jiannan)  | [ 32 ] |

### Televíziós sorozatok
| Cím                             | Év   | Szerep                       | Hiv.   |
| ------------------------------- | ---- | ---------------------------- | ------ |
| The Kid from Heaven             | 2006 | Luo Ji-hsziang (Luo Yixiang) | [ 33 ] |
| Chao Ji Pai Tang Super          | 2006 | Big Mac (cameo)              | [ 33 ] |
| Love Queen                      | 2006 | Vang Cse-hszün (Wang Zhixun) | [ 33 ] |
| Wo Yao Pien Cheng Ying Shih Tzu | 2007 | Tiger                        | [ 34 ] |
| Bull Fighting                   | 2007 | Tank                         | [ 35 ] |
| Momo Love                       | 2009 | Csen Ho (Chen He)            | [ 36 ] |
| Volleyball Lover                | 2010 | Paj Csien-zsuj (Bai Qianrui) | [ 37 ] |
| Odd Perfect Match               | 2010 | Jing Kaj-taj (Ying Kaitai)   | [ 38 ] |
| The Queen of SOP                | 2012 | Kao Ce-csi (Gao Ziqi)        | [ 35 ] |
| Hello Gorgeous                  | 2013 | Li Csen (Li Zhen)            | [ 39 ] |
| Never Give Up Dodo              | 2013 | Hsziu Fej (Xiu Fei)          | [ 40 ] |
| God of War, Zhao Yun            | 2015 | Lü Pu (Lü Bu)                | [ 41 ] |
| Remembering Lichuan             | 2016 | Vang Li-csuan (Wang Lichuan) | [ 42 ] |
| The Gravity of a Rainbow        | 2019 | Csi Mo (Ji Mo)               | [ 43 ] |
| We Are All Alone                | 2020 | Mu Je-paj (Mu Yebai)         | [ 44 ] |

## Fordítás
- Ez a szócikk részben vagy egészben  a   Godfrey Gao című angol Wikipédia-szócikk fordításán alapul.  Az eredeti cikk szerkesztőit annak laptörténete sorolja fel. Ez a jelzés csupán a megfogalmazás eredetét és a szerzői jogokat jelzi, nem szolgál a cikkben szereplő információk forrásmegjelöléseként.